# مورتو نيغا
مورتو نيغا (بالبرتغالية: Mortu Nega‏) (بمعنى رفض الموت) فيلم تاريخي من غينيا بيساو، من إخراج فلورا غوميز سنة 1988،وهو أول فيلم روائي طويل له.
هو أول فيلم تم إنتاجه في غينيا بيساو المستقلة. كان العرض العالمي الأول في مهرجان البندقية السينمائي في 29 أغسطس 1988.

## القصة
خلال حرب التحرير الوطنية لغينيا بيساو، حوالي عام 1970، انضمت ديمينجا إلى الأدغال مع زوجها المقاتل ساكو، الذي كان يقاتل جيش المستعمر البرتغالي.

## المهرجانات والعروض
- 29 أغسطس 1988 - مهرجان البندقية السينمائي، (تنويهين شرفيين)
- مارس 1989 - المهرجان الأفريقي للسينما والتلفزيون في واغادوغو
- 16 مايو 1989 - مهرجان كان السينمائي
- يوليو 1989 - Cinedecouvertes (بلجيكا)
- 16 - 20 نوفمبر 1989 - مهرجان لندن السينمائي
- 28 مايو 1990 - مهرجان سياتل السينمائي الدولي
- أكتوبر - نوفمبر 1990 - أيام قرطاج السينمائية، بتونس، (جائزة التانيت البرونزية)
- 20 فبراير 1997 - مهرجان الشلال السنوي التاسع للأفلام الأفريقية
- 20 يونيو 2000 - مركز نيويورك السينمائي
- 26 نوفمبر 2000 - مهرجان الفيلم الأفريقي
- 2003 - مهرجان الأفلام الأفريقية بجامعة براون

## روابط خارجية
- مورتو نيغا على موقع IMDb (الإنجليزية)
- مورتو نيغا على موقع ألو سيني (الفرنسية)
- مورتو نيغا على موقع Turner Classic Movies (الإنجليزية)
- مورتو نيغا على موقع أول موفي (الإنجليزية)
- مورتو نيغا على موقع فيلمافينيتي (الإسبانية)
- مورتو نيغا على موقع قاعدة بيانات الفيلم (الإنجليزية)
- مورتو نيغا على موقع ليتربوكسد (الإنجليزية)
- مورتو نيغا على موقع كينوبويسك (الروسية)